# Josefa (manzana)
Josefa es el nombre de una variedad cultivar de manzano (Malus domestica). Esta manzana está cultivada en diversos viveros entre ellos algunos dedicados a conservación de árboles frutales en peligro de desaparición. La manzana 'Josefa' es originaria de Caldueño, Principado de Asturias, y actualmente se cultiva debido a su sabor dulce-amargo muy apreciado en la elaboración de sidra tanto de Asturias como del País Vasco.

## Sinónimos
- "Manzana Josefa",[6][7][8]
- "Josefa Sagarra".[6]

## Historia
'Josefa' es una variedad de manzana que se ha introducido desde hace unos 15 años su cultivo en el País Vasco con éxito, para la elaboración de sidra. Esta variedad de manzana es oriunda de Caldueño (Asturias) y está considerada incluida en las variedades locales autóctonas muy antiguas, cuyo cultivo se centraba en comarcas muy definidas. Se caracterizaban por su buena adaptación a sus ecosistemas y podrían tener interés genético en virtud de su adaptación. Estas se podían clasificar en dos subgrupos: de mesa y de sidra (aunque algunas tenían aptitud mixta). Es muy apreciada en la cocina y muy importante en la elaboración de sidra en el País Vasco y en la sidra del Principado de Asturias por su sabor dulce-amargo.
'Josefa' es una variedad mixta, clasificada como muy buena en la elaboración de sidra, también se utiliza en las elaboraciones de cocina; difundido su cultivo en el pasado por los viveros comerciales y cuyo cultivo en la actualidad se ha reducido a huertos familiares, y apreciada en elaboraciones culinarias. Variedad presente en el País Vasco como una excelente manzana sidrera.

## Características
El manzano de la variedad 'Josefa' tiene un vigor alto, es árbol de mediana producción; florece a finales de abril; tubo del cáliz en forma de embudo corto, y con los estambres situados en su mitad.
La variedad de manzana 'Josefa' tiene un fruto de tamaño medio; forma redondeada con 4 gibas-mamelones anchas verticales; piel dura pero no gruesa, bastante lisa; con color de fondo verde-amarillento, siendo el color del sobre color rojo con estrías de color más fuerte, importancia del sobre color medio, distribución del color en chapa / rayas, presenta bandas finas irregulares de ruginoso-"russeting" distribuidas aleatoriamente sobre la piel, sensibilidad al ruginoso-"russeting" (pardeamiento áspero superficial que presentan algunas variedades) medio; pedúnculo de tamaño muy corto, grosor de calibre delgado, y no sobresale de la cavidad peduncular, anchura de la cavidad peduncular estrecha, profundidad de la cavidad pedúncular es media con los bordes con una  importancia del ruginoso-"russeting" en cavidad peduncular media; calicina pequeño y semicerrado, profundidad de la cav. calicina profunda, de anchura ancha, con plisamiento en la pared; sépalos triangulares en la base apretados. 
Carne de color blanco. Textura dura pero algo esponjosa, de mucho zumo y mucho aroma; el sabor característico de la variedad, dulce-amargo; corazón de tamaño medio, desplazado. Eje abierto. Cavidades casi imperceptibles. Semillas aristadas, puntiagudas, de tamaño medio, color marrón claro uniforme.
La manzana 'Josefa' tiene una época de recolección a mediados de otoño, madura a finales de otoño, de larga duración. Tiene uso mixto pues se usa como manzana de uso en cocina, y también como manzana para la elaboración de sidra, como manzana sidrera es una variedad dulce-amarga muy apreciada.